# Paju
Pour les articles homonymes, voir Paju (homonymie).
Paju (en coréen : 파주시 prononciation : /pʰa.dʑu/) est une ville de la Corée du Sud, dans la province du Gyeonggi.
Elle est située à la frontière de la Corée du Nord juste au sud de Panmunjeom sur le 38e parallèle.

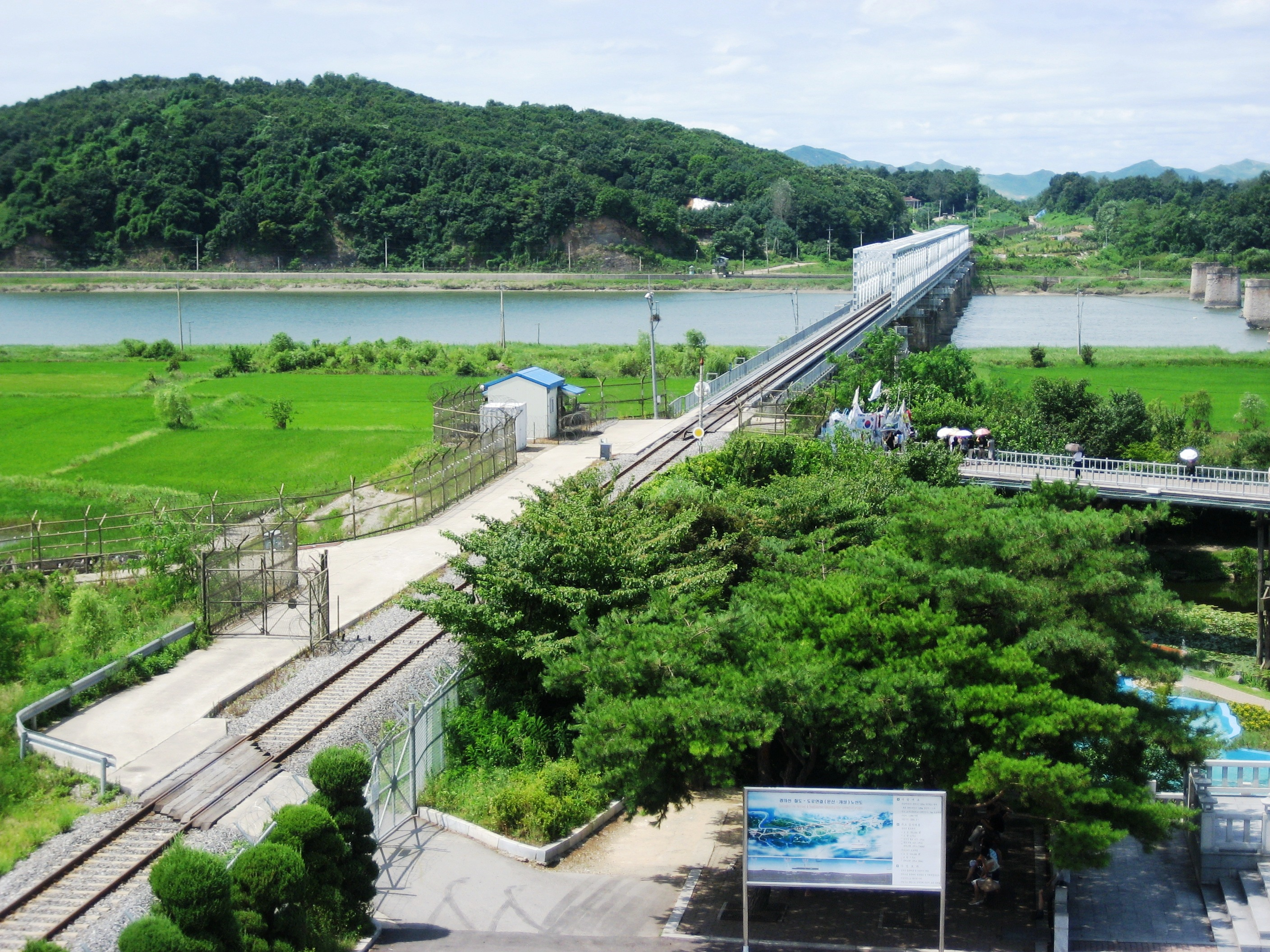
Ligne ferroviaire traversant la rivière Imjin

## Histoire
Paju est devenue une ville en 1997.

## Tourisme

### Le village français
Un village a été construit pour ressembler le plus possible à la Provence française.

### Le village anglais
Le village anglais de Paju est un immense espace qui a été construit pour enseigner l'anglais aux enfants et leur permettre de découvrir la culture occidentale.
Paju est également le titre d'un film de Park Chan-ok réalisé en 2009.
Le film se passe principalement dans la ville de Paju.